# Белый материал
«Белый материал» (англ. White Material) — кинофильм режиссёра Клер Дени, вышедший на экраны в 2009 году.

## Сюжет
Действие происходит в одной из африканских стран, раздираемых гражданскими войнами. Мария (Изабель Юппер) вместе с семьей живёт на кофейной плантации. Когда в окрестности фермы появляются повстанцы (многие из них ещё дети), белые жители начинают покидать страну. Муж Марии Андре (Кристофер Ламберт) также хочет продать плантацию, однако жена не считает волнения серьёзными и хочет собрать урожай. Вскоре работники бегут прочь со своими пожитками, и она вынуждена нанимать людей в соседней деревне. Однажды на ферму приходит раненый лидер повстанцев по кличке Боксер (Исаак де Банколе), что делает положение критическим, ибо в этой местности появляются правительственные войска.
В конце фильма семья Марии, судя по всему, погибает: показан их сожженый дом и обгоревшие тела. Что на самом деле произошло с ними, остается неизвестным.

## В ролях
- Изабель Юппер — Мария Виаль
- Кристофер Ламберт — Андре Виаль
- Николя Дювошель — Манюэль Виаль
- Исаак де Банколе — Боксер
- Вильям Надилам — мэр
- Адель Адо — Люси
- Али Баркай — лидер детей-повстанцев
- Даниэль Чанганг — Жозе
- Мишель Сюбор — Анри Виаль, владелец

## Награды и номинации
- 2009 — участие в основном конкурсе Венецианского кинофестиваля
- 2009 — участие в конкурсной программе Международного кинофестиваля в Торонто
- 2010 — номинация на премию «Спутник» за лучший фильм на иностранном языке
- 2010 — номинация на премию Луи-Деллюка